# Charltona actinialis
Charltona actinialis là một loài bướm đêm trong họ Crambidae.